# Jane Hansen
Jane Cheryl Hansen é uma rainha de beleza da Nova Zelândia que venceu o Miss Internacional 1971.

## Biografia
Jane era secretária e trabalhava com o pai. Ela morava em Wellington.

## Miss Internacional 1971
O concurso foi realizado no dia 26 de maio de 1971, em Long Beach, Califórnia, e teve a participação de 50 concorrentes.
Jane tinha 19 anos quando venceu e recebeu como prêmio cerca de 5.500 dólares.
Durante seu reinado, em março de 1972, visitou Gisborne, na Nova Zelândia, onde falou para o Lion's Club e para o Rotary West. Ela também inaugurou um Curso de Secretária.

## Curiosidades
- 1971 foi o ano em que o Miss Internacional voltou para Long Beach, uma vez que tinha sido realizado no Japão em 1968, 1969 e 1970.[carece de fontes?]
- Em setembro de 1972, a coroa que Jane ganhou como prêmio no Miss Internacional, foi colocada em exposição. Feita em ouro e pérolas Mikimoto, ela valia 5.000 dólares.[3]